# Castello di Cawdor

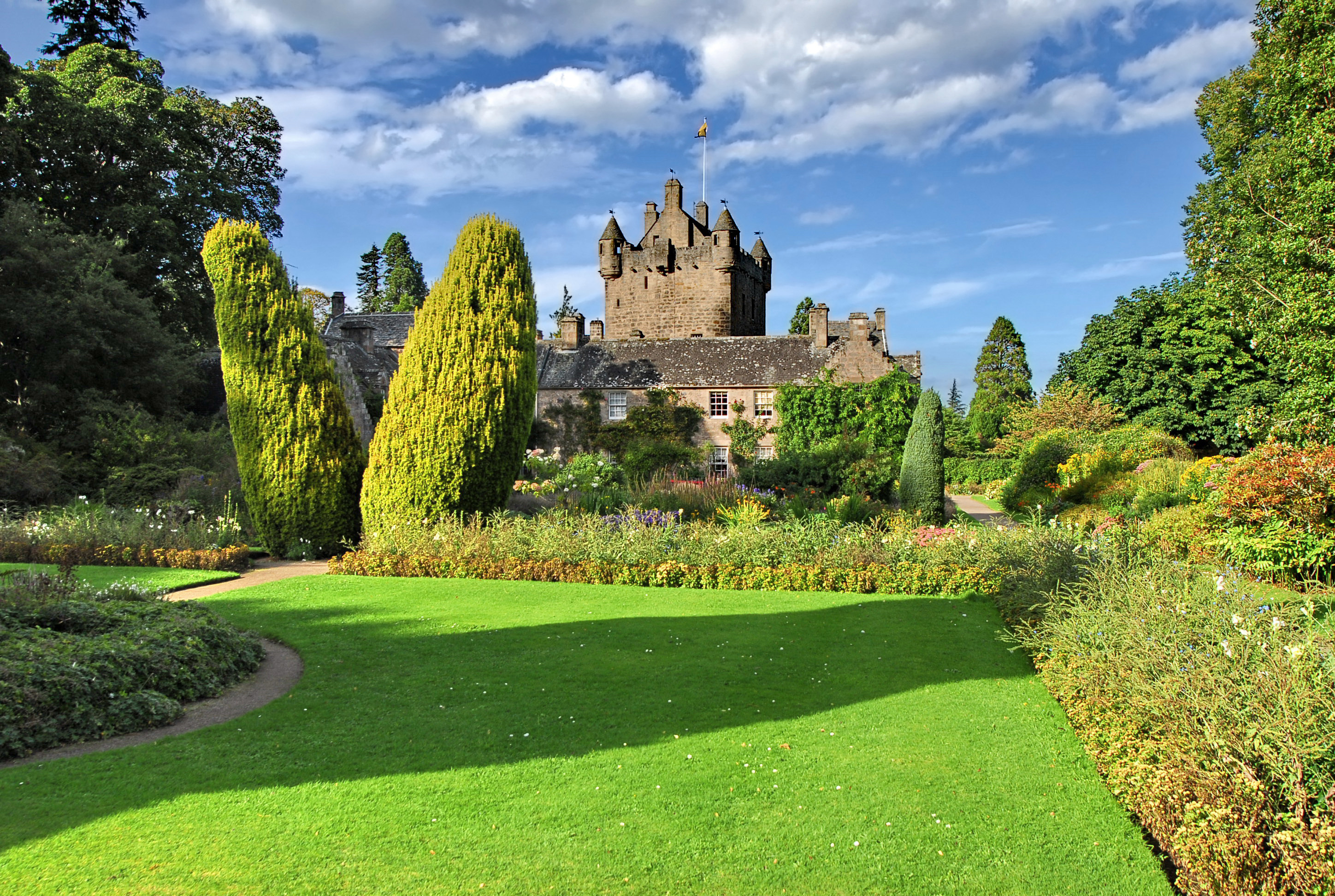
I giardini del castello

Cawdor Castle è situato al centro di vasti giardini nel distretto comunale di Cawdor, circa 16 km ad est di Inverness e 8 km a sud-ovest di Nairn in Scozia. Il castello è costruito intorno ad una casatorre del XV secolo, con ulteriori aggiunte in secoli successivi. Originariamente di proprietà del Clan Calder, passò al Clan Campbell nel XVI secolo. Rimane tuttora un possedimento dei Campbell ed è attualmente abitato dalla Contessa Cawdor in baciatico quale matrigna di Colin Campbell, VII Conte di Cawdor.
Il castello è noto per le sue connessioni letterarie alla tragedia di Macbeth di William Shakespeare, in cui il personaggio principale viene eletto "Thane of Cawdor (Signore di Cawdor)". Tuttavia la storia è fittizia e il castello stesso venne edificato molti anni dopo la morte di Re Macbeth dell'XI secolo.
Il castello è classificato nella categoria A degli edifici storici, e l'area circostante viene inclusa nell'Inventory of Gardens and Designed Landscapes in Scotland (Inventario dei Giardini e della paesaggistica scozzese), elenco nazionale dei giardini importanti.